# 清洲橋出口
清洲橋出口（きよすばしでぐち）は、東京都中央区にある、首都高速道路6号向島線と9号深川線の出口である。

## 構造
箱崎出入口・浜町出入口と共に6号向島線と9号深川線の分岐である箱崎JCTに併設された出入口の一つで、直接本線とは接続せず、箱崎JCT直下の箱崎ロータリーを介して接続している。そのため出口ランプは1箇所しかないが、6号向島線両方向および9号深川線のいずれとも接続している。本線からの出口表記は「箱崎 出口」の表示の脇に補助看板的に「浜町・清洲橋 出口」と表示されている（右上写真参照）。
箱崎ロータリーから6号向島線下り本線に向かうランプと並行に分岐し、清洲橋通り（清洲橋北詰）に接続する。清洲橋通りとのアクセスで対になる入口は設けられておらず、清洲橋通りから高速へは6号向島線の高架下側道を経由して浜町入口を利用することになる。

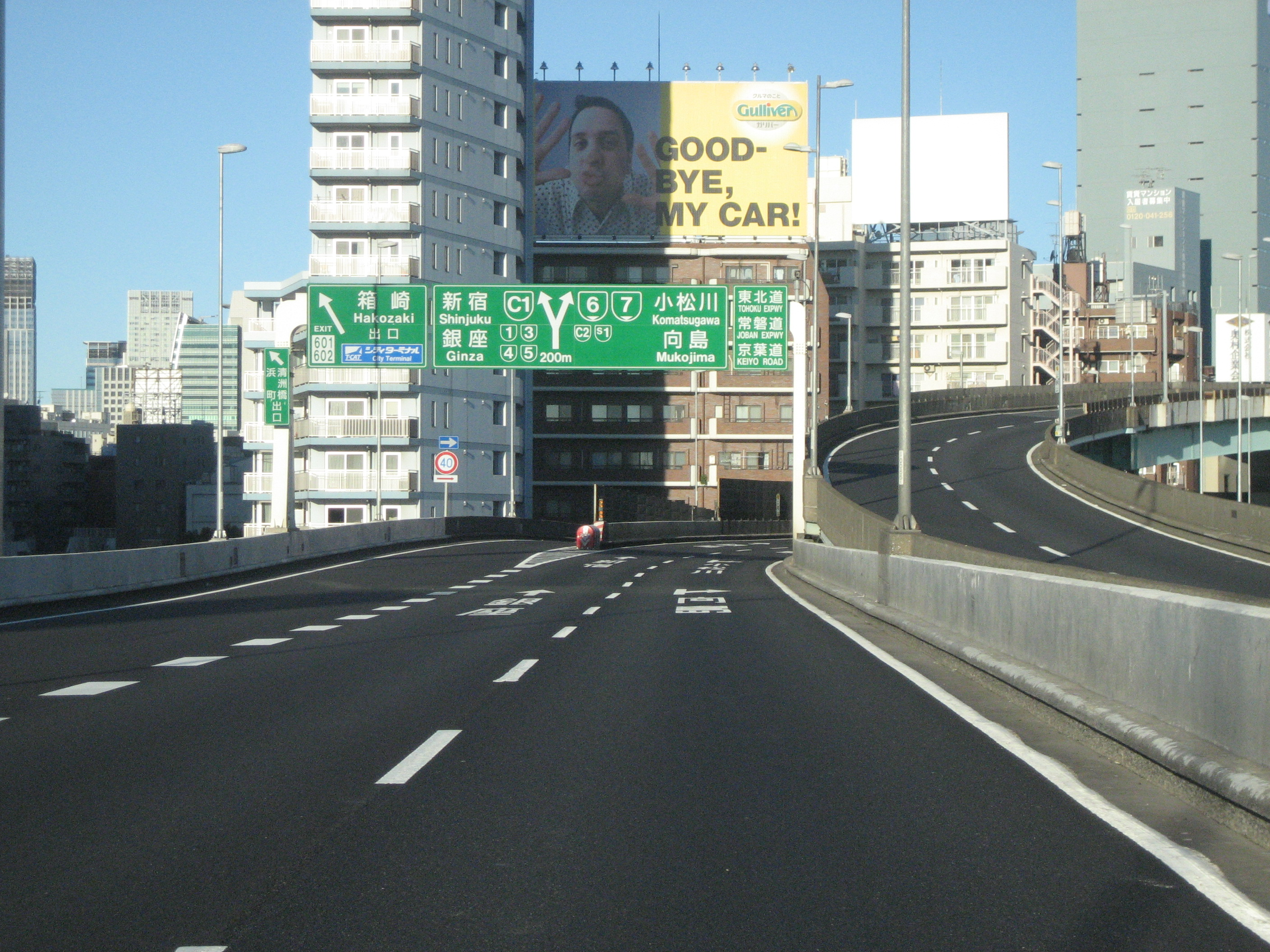
9号深川線上りの出口表示

## 周辺
- 清洲橋
- 清洲橋通り
- ロイヤルパークホテル

## 隣
首都高速6号向島線
江戸橋JCT - 箱崎JCT/(601,602)箱崎出入口/(604)浜町出入口/(603)清洲橋出口/箱崎PA - 両国JCT - (605)駒形出入口
首都高速9号深川線
箱崎JCT/(601,602)箱崎出入口/(604)浜町出入口/(603)清洲橋出口/箱崎PA - (902)福住出入口